# 屋代忠知
屋代忠知（1671年—1712年4月19日），是一位日本江戶時代前期的武士，安房北條藩第三代藩主屋代忠位的嫡次子。正室是大河內松平宗家松平正信的女兒，側室則為牧野成貞的養女。
原本被認為可以繼承安房北條藩，成為第四代藩主，但是父親屋代忠位於正德元年（1711年）時被撤職（改易），使得藩被廢除。隔年正德二年（1712年），以42歲之齡過世，沒有任何子嗣，由六弟屋代正勝的嫡子繼承。